# Zhaxigang (socken i Kina, lat 28,91, long 87,98)
Zhaxigang (kinesiska: 扎西岗, 扎西岗乡) är en socken i Kina. Den ligger i den autonoma regionen Tibet, i den sydvästra delen av landet, omkring 320 kilometer väster om regionhuvudstaden Lhasa.
Genomsnittlig årsnederbörd är 786 millimeter. Den regnigaste månaden är juli, med i genomsnitt 226 mm nederbörd, och den torraste är december, med 6 mm nederbörd.